# Hollandia a 2008. évi nyári olimpiai játékokon
Hollandia a kínai Pekingben megrendezett 2008. évi nyári olimpiai játékok egyik részt vevő nemzete volt. Az országot az olimpián 20 sportágban 245 sportoló képviselte, akik összesen 16 érmet szereztek.

## Érmesek
| Érem  | Versenyző | Sportág      | Versenyszám                  |
| ----- | --- | ------------ | ---------------------------- |
| Arany | Kirsten van der Kolk Marit van Eupen | Evezés       | Női könnyűsúlyú kétpárevezős |
| Arany | Nemzeti válogatott Maartje Goderie Maartje Paumen Naomi van As Minke Smabers Marilyn Agliotti Minke Booij Wieke Dijkstra Floortje Engels Sophie Polkamp Ellen Hoog Lidewij Welten Lisanne de Roever Kelly Jonker Miek van Geenhuizen Eva de Goede Janneke Schopman Eefke Mulder Fatima Moreira de Melo | Gyeplabda    | Női                          |
| Arany | Marianne Vos | Kerékpározás | Női pontverseny              |
| Arany | Anky van Grunsven | Lovaglás     | Díjlovaglás, egyéni          |
| Arany | Maarten van der Weijden | Úszás        | Férfi 10 km nyílt vízi       |
| Arany | Inge Dekker Ranomi Kromowidjojo Femke Heemskerk Marleen Veldhuis Hinkelien Schreuder Manon van Rooijen | Úszás        | Női 4 × 100 m gyorsváltó     |
| Arany | Nemzeti válogatott Ilse van der Meijden Yasemin Smit Mieke Cabout Biurakn Hakhverdian Marieke van den Ham Daniëlle de Bruijn Iefke van Belkum Noeki Klein Gillian van den Berg Alette Sijbring Rianne Guichelaar Simone Koot Meike de Nooy                                                             | Vízilabda    | Női                          |
| Ezüst | Deborah Gravenstijn | Cselgáncs    | Női könnyűsúly               |
| Ezüst | Femke Dekker Marlies Smulders Nienke Kingma Roline Repelaer van Driel Annemarieke van Rumpt Helen Tanger Sarah Siegelaar Annemiek de Haan Ester Workel | Evezés       | Női nyolcas                  |
| Ezüst | Hans Peter Minderhoud Imke Schellekens-Bartels Anky van Grunsven | Lovaglás     | Díjlovaglás, csapat          |
| Ezüst | Marcelien de Koning Lobke Berkhout | Vitorlázás   | Női 470-es osztály           |
| Ezüst | Mandy Mulder Annemieke Bes Merel Witteveen | Vitorlázás   | Női yngling                  |
| Bronz | Ruben Houkes | Cselgáncs    | Férfi légsúly                |
| Bronz | Henk Grol | Cselgáncs    | Férfi félnehézsúly           |
| Bronz | Elisabeth Willeboordse | Cselgáncs    | Női váltósúly                |
| Bronz | Edith Bosch | Cselgáncs    | Női középsúly                |

## Asztalitenisz

### Női
| Versenyző | Versenyszám | Selejtező         | 64-es főtábla     | 48-as főtábla                                  | 32-es főtábla                                    | Nyolcaddöntő                                        | Negyeddöntő       | Elődöntő          | Döntő             | Helyezés |
| Versenyző | Versenyszám | Ellenfél Eredmény | Ellenfél Eredmény | Ellenfél Eredmény                              | Ellenfél Eredmény                                | Ellenfél Eredmény                                   | Ellenfél Eredmény | Ellenfél Eredmény | Ellenfél Eredmény | Helyezés |
| --------- | ----------- | ----------------- | ----------------- | ---------------------------------------------- | ------------------------------------------------ | --------------------------------------------------- | ----------------- | ----------------- | ----------------- | -------- |
| Jiao Li   | Egyes       |                   |                   |                                                | Xia Lian Ni (LUX) · 6-11, 11-8, 11-9, 11-8, 11-8 | Kuo Jüe (CHN) · 2-11, 6-11, 3-11, 11-13             | kiesett           | kiesett           | kiesett           | 9.       |
| Jie Li    | Egyes       |                   |                   | Fang Zhu (ESP) · 8-11, 11-4, 11-7, 14-12, 11-5 | Jia Liu (AUT) · 11-5, 11-8, 9-11, 12-10, 11-3    | Feng Tian Wei (SIN) · 11-7, 11-13, 7-11, 5-11, 4-11 | kiesett           | kiesett           | kiesett           | 9.       |

#### Csapat
- Jiao Li
- Jie Li
- Elena Timina

B csoport
| Csapat           | JM | GY | V | GyJ | VJ | PT |
| ---------------- | -- | -- | - | --- | -- | -- |
| Szingapúr        | 3  | 3  | 0 | 27  | 7  | 6  |
| Egyesült Államok | 3  | 2  | 1 | 21  | 14 | 4  |
| Hollandia        | 3  | 1  | 2 | 18  | 21 | 2  |
| Nigéria          | 3  | 0  | 3 | 3   | 27 | 0  |

| Hollandia (NED) | 3 – 0 | Nigéria |

| Hollandia (NED) | 1 – 3 | Egyesült Államok |

| Szingapúr (SIN) | 3 – 0 | Hollandia |

| Csapat    | Helyezés |
| --------- | -------- |
| Hollandia | 9.       |

## Atlétika
Férfi
| Versenyző                                                     | Versenyszám     | Előfutam | Előfutam | Előfutam | Negyeddöntő | Negyeddöntő | Negyeddöntő | Elődöntő | Elődöntő | Elődöntő | Döntő    | Döntő    |
| Versenyző                                                     | Versenyszám     | Idő      | Hely.    | Össz.    | Idő         | Hely.       | Össz.       | Idő      | Hely.    | Össz.    | Idő      | Helyezés |
| ------------------------------------------------------------- | --------------- | -------- | -------- | -------- | ----------- | ----------- | ----------- | -------- | -------- | -------- | -------- | -------- |
| Robert Lathouwers                                             | 800 m           | 1:46,94  | 3.       | 20.**    | kiesett     | kiesett     | kiesett     | kiesett  | kiesett  | kiesett  | kiesett  | kiesett  |
| Gregory Sedoc                                                 | 110 m gát       | 13,50    | 4.       | 10.      | 13,43       | 3.          | 9.          | 13,60    | 6.       | 13.*     | kiesett  | kiesett  |
| Marcel van der Westen                                         | 110 m gát       | 13,54    | 2.       | 14.      | 13,48       | 4.          | 14.*        | 13,45    | 6.       | 10.      | kiesett  | kiesett  |
| Kamiel Maase                                                  | Maraton         |          |          |          |             |             |             |          |          |          | 2:20:30  | 39.      |
| Maarten Heisen Guus Hoogmoed Patrick van Luijk Caimin Douglas | 4 × 100 m váltó | 38,87    | 3.       | 5.       |             |             |             |          |          |          | kizárták | kizárták |

| Versenyző    | Versenyszám   | Selejtező | Selejtező | Döntő    | Döntő    |
| Versenyző    | Versenyszám   | Eredmény  | Helyezés  | Eredmény | Helyezés |
| ------------ | ------------- | --------- | --------- | -------- | -------- |
| Rutger Smith | Súlylökés     | 20,13 m   | 10.       | 20,41 m  | 9.       |
| Rutger Smith | Diszkoszvetés | 65,65 m   | 3.        | 65,39 m  | 7.       |

| Versenyző        | Versenyszám | 100 m | 100 m | Távolugrás | Távolugrás | Súlylökés | Súlylökés | Magasugrás | Magasugrás | 400 m | 400 m | 110 m gát | 110 m gát | Diszkoszvetés | Diszkoszvetés | Rúdugrás | Rúdugrás | Gerelyhajítás | Gerelyhajítás | 1500 m  | 1500 m | Végeredmény | Végeredmény |
| Versenyző        | Versenyszám | Idő   | Pont  | Eredmény   | Pont       | Eredmény  | Pont      | Eredmény   | Pont       | Idő   | Pont  | Idő       | Pont      | Eredmény      | Pont          | Eredmény | Pont     | Eredmény      | Pont          | Idő     | Pont   | Pont        | Helyezés    |
| ---------------- | ----------- | ----- | ----- | ---------- | ---------- | --------- | --------- | ---------- | ---------- | ----- | ----- | --------- | --------- | ------------- | ------------- | -------- | -------- | ------------- | ------------- | ------- | ------ | ----------- | ----------- |
| Eugène Martineau | Tízpróba    | 11,19 | 819   | 719 cm     | 859        | 13,78 m   | 715       | 199 cm     | 794        | 49,99 | 815   | 14,73     | 882       | 44,09 m       | 748           | 470 cm   | 819      | 71,44 m       | 911           | 4:37,96 | 693    | 8055        | 14.         |

Női
| Versenyző       | Versenyszám | Eredmény | Helyezés |
| --------------- | ----------- | -------- | -------- |
| Lornah Kiplagat | 10 000 m    | 30:40,27 | 8.       |
| Hilda Kibet     | 10 000 m    | 31:29,69 | 15.      |

| Versenyző      | Versenyszám | 100 m gát | 100 m gát | Magasugrás | Magasugrás | Súlylökés | Súlylökés | 200 m | 200 m | Távolugrás | Távolugrás | Gerelyhajítás | Gerelyhajítás | 800 m            | 800 m            | Végeredmény   | Végeredmény   |
| Versenyző      | Versenyszám | Idő       | Pont      | Eredmény   | Pont       | Eredmény  | Pont      | Idő   | Pont  | Eredmény   | Pont       | Eredmény      | Pont          | Idő              | Pont             | Pont          | Helyezés      |
| -------------- | ----------- | --------- | --------- | ---------- | ---------- | --------- | --------- | ----- | ----- | ---------- | ---------- | ------------- | ------------- | ---------------- | ---------------- | ------------- | ------------- |
| Jolanda Keizer | Hétpróba    | 13,90     | 993       | 183 cm     | 1016       | 15,15 m   | 871       | 23,97 | 984   | 615 cm     | 896        | 42,76 m       | 720           | 2:15,21          | 890              | 6370          | 9.            |
| Laurien Hoos   | Hétpróba    | 13,52     | 1047      | 165 cm     | 795        | 14,98 m   | 860       | 24,57 | 927   | 574 cm     | 771        | 48,54 m       | 832           | nem állt rajthoz | nem állt rajthoz | nem ért célba | nem ért célba |

* - egy másik versenyzővel azonos időt ért el

** - két másik versenyzővel azonos időt ért el

## Baseball
| #          | Poz. | Név                  | Születési idő                    | Klub                         |
| ---------- | ---- | -------------------- | -------------------------------- | ---------------------------- |
|            | P    | Pim Walsma           | 1987. február 3. (21 évesen)     | L & D Amsterdam Pirates      |
|            | P    | Michiel van Kampen   | 1976. január 23. (32 évesen)     | Corendon Kinheim             |
|            | P    | Rob Cordemans        | 1974. október 31. (33 évesen)    | Sparta / Feyenoord           |
|            | P    | Alexander Smit       | 1985. október 2. (22 évesen)     | Sarasota Reds                |
|            | P    | Diegomar Markwell    | 1980. augusztus 8. (28 évesen)   | BY Neptune                   |
|            | P    | Shairon Martis       | 1987. március 30. (21 évesen)    | Columbus Clippers            |
|            | P    | Leon Boyd            | 1983. augusztus 30. (24 évesen)  | BY Neptune                   |
|            | P    | Juan-Carlos Sulbaran | 1989. november 9. (18 évesen)    | American Heritage School     |
|            | P    | David Bergman        | 1981. augusztus 16. (26 évesen)  | Corendon Kinheim             |
|            | P    | Dave Draijer         | 1973. szeptember 30. (34 évesen) | San Diego Padres             |
|            | C    | Sidney de Jong       | 1979. április 14. (29 évesen)    | L & D Amsterdam Pirates      |
|            | C    | Tjerk Smeets         | 1980. június 3. (28 évesen)      | Corendon Kinheim             |
|            | IF   | Yurendell de Caster  | 1979. szeptember 26. (28 évesen) | Columbus Clippers            |
|            | IF   | Michael Duursma      | 1978. február 26. (30 évesen)    | Konica Minolta Pioneers      |
|            | IF   | Sharnol Adriana      | 1970. november 13. (37 évesen)   | Rojos del Aguila de Veracruz |
|            | IF   | Percy Isenia         | 1976. december 25. (31 évesen)   | Sparta / Feyenoord           |
|            | IF   | Reily Legito         | 1978. július 26. (30 évesen)     | BY Neptune                   |
|            | IF   | Roel Koolen          | 1982. április 20. (26 évesen)    | Corendon Kinheim             |
|            | IF   | Jeroen Sluijter      | 1975. április 2. (33 évesen)     | BY Neptune                   |
|            | OF   | Bryan Engelhardt     | 1982. január 10. (26 évesen)     | Corendon Kinheim             |
|            | OF   | Eugene Kingsale      | 1976. augusztus 20. (31 évesen)  | BY Neptune                   |
|            | OF   | Dirk van 't Klooster | 1976. április 3. (32 évesen)     | Corendon Kinheim             |
|            | OF   | Martijn Meeuwis      | 1982. július 14. (26 évesen)     | BY Neptune                   |
|            | OF   | Danny Rombley        | 1979. november 26. (28 évesen)   | Corendon Kinheim             |
| Vezetőedző |      |                      |                                  |                              |
|            |      | Robert Eenhoorn      |                                  |                              |

- Kor: 2008. augusztus 13-i kora

### Eredmények
Csoportkör
| Csapat           | M | Gy | V | P+ | P– | Pk  |
| ---------------- | - | -- | - | -- | -- | --- |
| Dél-Korea        | 7 | 7  | 0 | 41 | 22 | +19 |
| Kuba             | 7 | 6  | 1 | 52 | 23 | +29 |
| Egyesült Államok | 7 | 5  | 2 | 40 | 22 | +18 |
| Japán            | 7 | 4  | 3 | 30 | 14 | +16 |
| Tajvan           | 7 | 2  | 5 | 29 | 33 | –4  |
| Kanada           | 7 | 2  | 5 | 29 | 20 | +9  |
| Hollandia        | 7 | 1  | 6 | 9  | 50 | –41 |
| Kína             | 7 | 1  | 6 | 14 | 60 | –46 |

| 2008. augusztus 13. 10:30 |  | Tajvan (TPE) | 5–0 | Hollandia |  |  |
| 2008. augusztus 13. 10:30 |  |              |     |           |  |  |

| 2008. augusztus 14. 10:30 |  | Hollandia (NED) | 0–7 | Egyesült Államok |  |  |
| 2008. augusztus 14. 10:30 |  |                 |     |                  |  |  |

| 2008. augusztus 15. 19:00 |  | Japán (JPN) | 6–0 | Hollandia |  |  |
| 2008. augusztus 15. 19:00 |  |             |     |           |  |  |

| 2008. augusztus 16. 18:00 |  | Kína (CHN) | 4–6 | Hollandia |  |  |
| 2008. augusztus 16. 18:00 |  |            |     |           |  |  |

| 2008. augusztus 18. 18:00 |  | Hollandia (NED) | 3–14 | Kuba |  |  |
| 2008. augusztus 18. 18:00 |  |                 |      |      |  |  |

| 2008. augusztus 19. 10:30 |  | Hollandia (NED) | 0–4 | Kanada |  |  |
| 2008. augusztus 19. 10:30 |  |                 |     |        |  |  |

| 2008. augusztus 20. 11:30 |  | Hollandia (NED) | 0–10 | Dél-Korea |  |  |
| 2008. augusztus 20. 11:30 |  |                 |      |           |  |  |

| Csapat    | Helyezés |
| --------- | -------- |
| Hollandia | 7.       |

## Cselgáncs
Férfi
| Versenyző            | Versenyszám  | Selejtező         | 32-es főtábla                            | Nyolcaddöntő                             | Negyeddöntő                             | Elődöntő                           | Vigaszág első kör | Vigaszág negyeddöntő | Vigaszág elődöntő | Bronz- mérkőzés                      | Döntő             | Helyezés |
| Versenyző            | Versenyszám  | Ellenfél Eredmény | Ellenfél Eredmény                        | Ellenfél Eredmény                        | Ellenfél Eredmény                       | Ellenfél Eredmény                  | Ellenfél Eredmény | Ellenfél Eredmény    | Ellenfél Eredmény | Ellenfél Eredmény                    | Ellenfél Eredmény | Helyezés |
| -------------------- | ------------ | ----------------- | ---------------------------------------- | ---------------------------------------- | --------------------------------------- | ---------------------------------- | ----------------- | -------------------- | ----------------- | ------------------------------------ | ----------------- | -------- |
| Ruben Houkes         | Légsúly      |                   | Frazer Will (CAN) · 0011-0001            | Lavréndisz Alexanídisz (GRE) · 0001-0000 | Javier Guédez (VEN) · 0010-0001         | Cshö Minho (KOR) · 0000-1000       |                   |                      |                   | Gal Jekutiel (ISR) · 1012-0000       |                   |          |
| Dex Elmont           | Harmatsúly   |                   | Edson Madeira (MOZ) · 1000-0000          | Taylor Takata (USA) · 0000-0001          | kiesett                                 | kiesett                            |                   |                      |                   |                                      |                   | 17.      |
| Guillaume Elmont     | Váltósúly    |                   | Damdinszürengín Njamhű (MGL) · 0001-0000 | Giuseppe Maddaloni (ITA) · 1001-0000     | Srđan Mrvaljević (MNE) · 0010-0000      | Kim Dzsebom (KOR) · 0000-0001      |                   |                      |                   | Tiago Camilo (BRA) · 0001-1100       |                   | 5        |
| Mark Huizinga        | Középsúly    |                   | Ilíasz Iliádisz (GRE) · 1010-0001        | Sergei Aschwanden (SUI) · 0010-1101      | kiesett                                 | kiesett                            |                   |                      |                   |                                      |                   | 15.      |
| Henk Grol            | Félnehézsúly |                   | Luciano Corrêa (BRA) · 0210-0001         | Arik Zeevi (ISR) · 0010-0001             | Przemysław Matyjaszek (POL) · 1000-0000 | Aszhat Zsitkejev (KAZ) · 0100-1010 |                   |                      |                   | Levan Zsorzsoliani (GEO) · 0020-0000 |                   |          |
| Dennis van der Geest | Nehézsúly    |                   | Tamerlan Tmenov (RUS) · 0000-0101        | kiesett                                  | kiesett                                 | kiesett                            |                   |                      |                   |                                      |                   | 21.      |

Női
| Versenyző              | Versenyszám | Selejtező                            | Nyolcaddöntő                              | Negyeddöntő                        | Elődöntő                      | Vigaszág első kör | Vigaszág negyeddöntő               | Vigaszág elődöntő              | Bronz- mérkőzés                    | Döntő                                | Helyezés |
| Versenyző              | Versenyszám | Ellenfél Eredmény                    | Ellenfél Eredmény                         | Ellenfél Eredmény                  | Ellenfél Eredmény             | Ellenfél Eredmény | Ellenfél Eredmény                  | Ellenfél Eredmény              | Ellenfél Eredmény                  | Ellenfél Eredmény                    | Helyezés |
| ---------------------- | ----------- | ------------------------------------ | ----------------------------------------- | ---------------------------------- | ----------------------------- | ----------------- | ---------------------------------- | ------------------------------ | ---------------------------------- | ------------------------------------ | -------- |
| Deborah Gravenstijn    | Könnyűsúly  |                                      | Ketleyn Quadros (BRA) · 0001-0000         | Isabel Fernández (ESP) · 0001-0000 | Hszü Jen (CHN) · 0100-0010    |                   |                                    |                                |                                    | Giulia Quintavalle (ITA) · 0001-0011 |          |
| Elisabeth Willeboordse | Váltósúly   | Vera Koval (RUS) · 0012-0010         | Kahína Szaídi (ALG) · 1100-0001           | Von Ogim (PRK) · 0000-0200         |                               |                   | Daniela Krukower (ARG) · 0230-0000 | Urška Žolnir (SLO) · 0001-0000 | Driulis González (CUB) · 0001-0000 |                                      |          |
| Edith Bosch            | Középsúly   | Sisilia Rasokisoki (FIJ) · 1000-0000 | Rasída Verdán (ALG) · 0110-0010           | Ronda Rousey (USA) · 1000-0000     | Ueno Maszae (JPN) · 0001-0110 |                   |                                    |                                | Leire Iglesias (ESP) · 1001-0000   |                                      |          |
| Carola Uilenhoed       | Nehézsúly   |                                      | Dordzsgotovín Cerenhand (MGL) · 0001-0010 | kiesett                            | kiesett                       |                   |                                    |                                |                                    |                                      | 14.      |

## Evezés
Férfi
| Versenyző | Versenyszám                          | Előfutam | Előfutam | Vigaszág/ Egypárevezősnél középdöntő | Vigaszág/ Egypárevezősnél középdöntő | Elődöntő | Elődöntő | Elődöntő | Döntő | Döntő   | Döntő | Helyezés |
| Versenyző | Versenyszám                          | Idő      | Hely.    | Idő                                  | Hely.                                | Típus    | Idő      | Hely.    | Típus | Idő     | Hely. | Helyezés |
| --- | ------------------------------------ | -------- | -------- | ------------------------------------ | ------------------------------------ | -------- | -------- | -------- | ----- | ------- | ----- | -------- |
| Sjoerd Hamburger | Egypárevezős                         | 7:25,05  | 2.       | 6:57,24                              | 4.                                   | C/D      | 7:10,06  | 1.       | C     | 6:58,71 | 1.    | 13.      |
| Geert Cirkel Jan-Willem Gabriëls Matthijs Vellenga Gijs Vermeulen                                                                                                   | Kormányos nélküli négyes             | 6:00,50  | 1.       |                                      |                                      | A/B      | 6:02,46  | 4.       | B     | 6:06,37 | 2.    | 8.       |
| Paul Drewes Marshall Godschalk Gerard van der Linden Ivo Snijders                                                                                                   | Könnyűsúlyú kormányos nélküli négyes | 5:57,54  | 4.       | 6:25,25                              | 2.                                   | A/B      | 6:08,73  | 3.       | A     | 5:54,06 | 6.    | 6.       |
| Olaf van Andel Rogier Blink Jozef Klaassen Meindert Klem David Kuiper Diederik Simon Mitchel Steenman Olivier Siegelaar Reinder Lubbers * Peter Wiersum (kormányos) | Nyolcas                              | 5:40,43  | 3.       | 5:42,62                              | 3.                                   |          |          |          | A     | 5:29,26 | 4.    | 4.       |

* - Olivier Siegelaar cseréje a vigaszágon
Női
| Versenyző | Versenyszám              | Előfutam | Előfutam | Vigaszág | Vigaszág | Elődöntő | Elődöntő | Elődöntő | Döntő | Döntő   | Döntő | Helyezés |
| Versenyző | Versenyszám              | Idő      | Hely.    | Idő      | Hely.    | Típus    | Idő      | Hely.    | Típus | Idő     | Hely. | Helyezés |
| --- | ------------------------ | -------- | -------- | -------- | -------- | -------- | -------- | -------- | ----- | ------- | ----- | -------- |
| Marit van Eupen Kirsten van der Kolk | Könnyűsúlyú kétpárevezős | 6:50,90  | 1.       |          |          | A/B      | 7:03,87  | 1.       | A     | 6:54,74 | 1.    |          |
| Femke Dekker Annemiek de Haan Nienke Kingma Roline Repelaer van Driel Annemarieke van Rumpt Sarah Siegelaar Marlies Smulders Helen Tanger Ester Workel (kormányos) | Nyolcas                  | 6:07,41  | 2.       | 6:11,58  | 2.       |          |          |          | A     | 6:07,22 | 2.    |          |

## Gyeplabda

### Férfi
| #               | Név                  |         |         |         |         |         |         |         |
| Kapusok         | Kapusok              | Kapusok | Kapusok | Kapusok | Kapusok | Kapusok | Kapusok | Kapusok |
| --------------- | -------------------- | ------- | ------- | ------- | ------- | ------- | ------- | ------- |
| 1               | Guus Vogels          |         |         |         |         |         |         |         |
| Mezőnyjátékosok |                      |         |         |         |         |         |         |         |
| 3               | Geert-Jan Derikx     |         |         |         |         |         |         |         |
| 5               | Rob Derikx           |         |         |         |         |         |         |         |
| 6               | Thomas Boerma        |         |         |         |         |         |         |         |
| 7               | Sander van der Weide |         |         |         |         |         |         |         |
| 8               | Ronald Brouwer       |         |         |         |         |         |         |         |
| 9               | Roderick Weusthof    |         |         |         |         |         |         |         |
| 10              | Taeke Taekema        |         |         |         |         |         |         |         |
| 11              | Laurence Docherty    |         |         |         |         |         |         |         |
| 12              | Jeroen Delmeé (CSK)  |         |         |         |         |         |         |         |
| 14              | Teun de Nooijer      |         |         |         |         |         |         |         |
| 18              | Rob Reckers          |         |         |         |         |         |         |         |
| 19              | Matthijs Brouwer     |         |         |         |         |         |         |         |
| 20              | Jeroen Hertzberger   |         |         |         |         |         |         |         |
| 23              | Timme Hoyng          |         |         |         |         |         |         |         |
| 23              | Robert van der Horst |         |         |         |         |         |         |         |
| Tartalékok      |                      |         |         |         |         |         |         |         |
|                 | Jaap Stockmann (K)   |         |         |         |         |         |         |         |
|                 | Rogier Hofman        |         |         |         |         |         |         |         |
| Vezetőedző      |                      |         |         |         |         |         |         |         |
|                 | Roelant Oltmans      |         |         |         |         |         |         |         |

#### Eredmények
Csoportkör
B csoport
| Csapat                        | M | Gy | D | V | G+ | G– | Gk  | P  |
| ----------------------------- | - | -- | - | - | -- | -- | --- | -- |
| Hollandia (NED)               | 5 | 4  | 1 | 0 | 16 | 6  | +10 | 13 |
| Ausztrália (AUS)              | 5 | 3  | 2 | 0 | 24 | 7  | +17 | 11 |
| Nagy-Britannia (GBR)          | 5 | 2  | 2 | 1 | 10 | 7  | +3  | 8  |
| Pakisztán (PAK)               | 5 | 2  | 0 | 3 | 11 | 13 | –2  | 6  |
| Kanada (CAN)                  | 5 | 1  | 1 | 3 | 10 | 17 | –7  | 4  |
| Dél-afrikai Köztársaság (RSA) | 5 | 0  | 0 | 5 | 4  | 25 | –21 | 0  |

| 2008. augusztus 11. 21:00 | Hollandia (NED)                                                   | 5–0               | Dél-afrikai Köztársaság (RSA) | Játékvezetők: Henrik Ehlers (DEN), Xavier Adell (ESP) |
| 2008. augusztus 11. 21:00 | Taekema 4', 35' · Docherty 44' · Hertzberger 47' · M. Brouwer 66' | (2–0) Jegyzőkönyv |                               | Játékvezetők: Henrik Ehlers (DEN), Xavier Adell (ESP) |
| 2008. augusztus 11. 21:00 | Boerma 23' Hoyng 69'                                              | Büntetések        | Jacobs 14'                    | Játékvezetők: Henrik Ehlers (DEN), Xavier Adell (ESP) |

| 2008. augusztus 13. 21:00 | Hollandia (NED)       | 1–0               | Nagy-Britannia (GBR) | Játékvezetők: Murray Grime (AUS), Gary Simmonds (RSA) |
| 2008. augusztus 13. 21:00 | Taekema 63'           | (0–0) Jegyzőkönyv |                      | Játékvezetők: Murray Grime (AUS), Gary Simmonds (RSA) |
| 2008. augusztus 13. 21:00 | Van der Weide 25' 61' | Büntetések        | Tindall 62'          | Játékvezetők: Murray Grime (AUS), Gary Simmonds (RSA) |

| 2008. augusztus 15. 10:30 | Hollandia (NED)                    | 4–2               | Kanada (CAN)                        | Játékvezetők: Murray Grime (AUS), Chen Dekang (CHN) |
| 2008. augusztus 15. 10:30 | Taekema 4', 8', 33' · Weusthof 49' | (3–1) Jegyzőkönyv | Deol 12' · Kahlon 64'               | Játékvezetők: Murray Grime (AUS), Chen Dekang (CHN) |
| 2008. augusztus 15. 10:30 | Taekema 6' Van der Weide 35'       | Büntetések        | Pereira 27' Sandison 42' Wright 56' | Játékvezetők: Murray Grime (AUS), Chen Dekang (CHN) |

| 2008. augusztus 17. 20:30 | Ausztrália (AUS)           | 2–2               | Hollandia (NED)  | Játékvezetők: Henrik Ehlers (DEN), Christian Blasch (GER) |
| 2008. augusztus 17. 20:30 | Ockenden 58' · Doerner 61' | (0–0) Jegyzőkönyv | Taekema 55', 70' | Játékvezetők: Henrik Ehlers (DEN), Christian Blasch (GER) |
| 2008. augusztus 17. 20:30 |                            | Büntetések        | Taekema 52'      | Játékvezetők: Henrik Ehlers (DEN), Christian Blasch (GER) |

| 2008. augusztus 19. 08:30 | Hollandia (NED)                                     | 4–2               | Pakisztán (PAK)         | Játékvezetők: David Leiper (GBR), Kim Hong-Lae (KOR) |
| 2008. augusztus 19. 08:30 | M. Brouwer 41' · Taekema 46', 58' · Hertzberger 69' | (0–1) Jegyzőkönyv | Imran 28' · Maqsood 65' | Játékvezetők: David Leiper (GBR), Kim Hong-Lae (KOR) |
| 2008. augusztus 19. 08:30 | G.-J. Derikx 38' Vogels 65'                         | Büntetések        | Javed 49' Ashraf 51'    | Játékvezetők: David Leiper (GBR), Kim Hong-Lae (KOR) |

Elődöntő
| 2008. augusztus 21. 18:00 | Hollandia (NED)                                        | 1–1         | Németország (GER)                                       | Játékvezetők: David Gentles (AUS), John Wright (RSA) |
| 2008. augusztus 21. 18:00 | Hoyng 66'                                              | Jegyzőkönyv | P. Zeller 68'                                           | Játékvezetők: David Gentles (AUS), John Wright (RSA) |
| 2008. augusztus 21. 18:00 | M. Brouwer 45'                                         | Büntetések  | B. Weß 29' Biederlack 61'                               | Játékvezetők: David Gentles (AUS), John Wright (RSA) |
| 2008. augusztus 21. 18:00 | Büntetőpárbaj:                                         |             |                                                         | Játékvezetők: David Gentles (AUS), John Wright (RSA) |
| 2008. augusztus 21. 18:00 | Taekema R. Brouwer Reckers Weusthof De Nooijer Taekema | 3 – 4       | C. Zeller Keller Meinert P. Zeller Weißenborn C. Zeller | Játékvezetők: David Gentles (AUS), John Wright (RSA) |

Bronzmérkőzés
| 2008. augusztus 23. 18:00 | Hollandia (NED)              | 2–6               | Ausztrália (AUS)                                                       | Játékvezetők: Andy Mair (GBR), Christian Blasch (GER) |
| 2008. augusztus 23. 18:00 | Taekema 12' · De Nooijer 27' | (2–4) Jegyzőkönyv | Ockenden 5', 6' · Abbott 9' · Matheson 28' · Hammond 42' · Doerner 62' | Játékvezetők: Andy Mair (GBR), Christian Blasch (GER) |
| 2008. augusztus 23. 18:00 | G.-J. Derikx 53'             | Büntetések        | Knowles 49' Ockenden 53'                                               | Játékvezetők: Andy Mair (GBR), Christian Blasch (GER) |

| Csapat          | Helyezés |
| --------------- | -------- |
| Hollandia (NED) | 4.       |

### Női
| #               | Név                    |         |         |         |         |         |         |         |
| Kapusok         | Kapusok                | Kapusok | Kapusok | Kapusok | Kapusok | Kapusok | Kapusok | Kapusok |
| --------------- | ---------------------- | ------- | ------- | ------- | ------- | ------- | ------- | ------- |
| 1               | Lisanne de Roever      |         |         |         |         |         |         |         |
| Mezőnyjátékosok |                        |         |         |         |         |         |         |         |
| 3               | Eefke Mulder           |         |         |         |         |         |         |         |
| 4               | Fátima Moreira de Melo |         |         |         |         |         |         |         |
| 7               | Miek van Geenhuizen    |         |         |         |         |         |         |         |
| 9               | Wieke Dijkstra         |         |         |         |         |         |         |         |
| 11              | Maartje Goderie        |         |         |         |         |         |         |         |
| 12              | Lidewij Welten         |         |         |         |         |         |         |         |
| 13              | Minke Smabers          |         |         |         |         |         |         |         |
| 14              | Minke Booij (CSK)      |         |         |         |         |         |         |         |
| 15              | Janneke Schopman       |         |         |         |         |         |         |         |
| 17              | Maartje Paumen         |         |         |         |         |         |         |         |
| 18              | Naomi van As           |         |         |         |         |         |         |         |
| 19              | Ellen Hoog             |         |         |         |         |         |         |         |
| 21              | Sophie Polkamp         |         |         |         |         |         |         |         |
| 24              | Eva de Goede           |         |         |         |         |         |         |         |
| 27              | Marilyn Agliotti       |         |         |         |         |         |         |         |
| Tartalékok      |                        |         |         |         |         |         |         |         |
| 10              | Floortje Engels (K)    |         |         |         |         |         |         |         |
| 22              | Kelly Jonker           |         |         |         |         |         |         |         |
| Vezetőedző      |                        |         |         |         |         |         |         |         |
|                 | Marc Lammers           |         |         |         |         |         |         |         |

#### Eredmények
Csoportkör
A csoport
| Csapat                        | M | Gy | D | V | G+ | G– | Gk  | P  |
| ----------------------------- | - | -- | - | - | -- | -- | --- | -- |
| Hollandia (NED)               | 5 | 5  | 0 | 0 | 14 | 3  | +11 | 15 |
| Kína (CHN)                    | 5 | 3  | 1 | 1 | 14 | 4  | +10 | 10 |
| Ausztrália (AUS)              | 5 | 3  | 1 | 1 | 17 | 9  | +8  | 10 |
| Spanyolország (ESP)           | 5 | 2  | 0 | 3 | 4  | 12 | –8  | 6  |
| Dél-Korea (KOR)               | 5 | 1  | 0 | 4 | 13 | 18 | –5  | 3  |
| Dél-afrikai Köztársaság (RSA) | 5 | 0  | 0 | 5 | 2  | 18 | –16 | 0  |

| 2008. augusztus 10. 20:30 | Hollandia (NED)                                                       | 6–0               | Dél-afrikai Köztársaság (RSA) | Játékvezetők: Lisa Roach (AUS), Carolina de la Fuente (ARG) |
| 2008. augusztus 10. 20:30 | Mulder 5' · Agliotti 27' · Paumen 46', 58' · Booij 56' · Dijkstra 66' | (2–0) Jegyzőkönyv |                               | Játékvezetők: Lisa Roach (AUS), Carolina de la Fuente (ARG) |
| 2008. augusztus 10. 20:30 |                                                                       | Büntetések        | Hosking 21'                   | Játékvezetők: Lisa Roach (AUS), Carolina de la Fuente (ARG) |

| 2008. augusztus 12. 20:30 | Hollandia (NED)              | 3–2               | Dél-Korea (KOR)  | Játékvezetők: Julie Ashton-Lucy (AUS), Ute Conen (GER) |
| 2008. augusztus 12. 20:30 | Paumen 3', 55' · Schopman 7' | (2–1) Jegyzőkönyv | I Szonok 4', 39' | Játékvezetők: Julie Ashton-Lucy (AUS), Ute Conen (GER) |
| 2008. augusztus 12. 20:30 | Booij 9'                     | Büntetések        | Om Mijong 42'    | Játékvezetők: Julie Ashton-Lucy (AUS), Ute Conen (GER) |

| 2008. augusztus 14. 08:30 | Kína (CHN)        | 0–1               | Hollandia (NED) | Játékvezetők: Szoma Csieko (JPN), Soledad Iparruguirre (ARG) |
| 2008. augusztus 14. 08:30 |                   | (0–1) Jegyzőkönyv | Paumen 21'      | Játékvezetők: Szoma Csieko (JPN), Soledad Iparruguirre (ARG) |
| 2008. augusztus 14. 08:30 | Csen Csiu-csi 43' | Büntetések        |                 | Játékvezetők: Szoma Csieko (JPN), Soledad Iparruguirre (ARG) |

| 2008. augusztus 16. 10:30 | Ausztrália (AUS) | 1–2               | Hollandia (NED)    | Játékvezetők: Sarah Garnett (NZL), Marelize de Klerk (RSA) |
| 2008. augusztus 16. 10:30 | Young 17'        | (1–1) Jegyzőkönyv | Paumen 20', 46'    | Játékvezetők: Sarah Garnett (NZL), Marelize de Klerk (RSA) |
| 2008. augusztus 16. 10:30 |                  | Büntetések        | Van Geenhuizen 54' | Játékvezetők: Sarah Garnett (NZL), Marelize de Klerk (RSA) |

| 2008. augusztus 18. 18:30 | Hollandia (NED)       | 2–0               | Spanyolország (ESP) | Játékvezetők: Soledad Iparraguirre (ARG), Minka Woolley (AUS) |
| 2008. augusztus 18. 18:30 | Paumen 22' · Hoog 69' | (1–0) Jegyzőkönyv |                     | Játékvezetők: Soledad Iparraguirre (ARG), Minka Woolley (AUS) |
| 2008. augusztus 18. 18:30 | Smabers 55'           | Büntetések        | Camón 59'           | Játékvezetők: Soledad Iparraguirre (ARG), Minka Woolley (AUS) |

Elődöntő
| 2008. augusztus 20. 20:30 | Hollandia (NED)                               | 5–2               | Argentína (ARG)       | Játékvezetők: Marelize de Klerk (RSA), Sarah Garnett (NZL) |
| 2008. augusztus 20. 20:30 | Paumen 9', 25', 47' · Agliotti 31' · Hoog 68' | (3–0) Jegyzőkönyv | Russo 59' · Gulla 69' | Játékvezetők: Marelize de Klerk (RSA), Sarah Garnett (NZL) |
| 2008. augusztus 20. 20:30 |                                               | Büntetések        | Gulla 32' 62'         | Játékvezetők: Marelize de Klerk (RSA), Sarah Garnett (NZL) |

Döntő
| 2008. augusztus 22. 20:30 | Kína (CHN) | 0–2               | Hollandia (NED)          | Játékvezetők: Soledad Iparraguirre (ARG), Carolina de la Fuente (ARG) |
| 2008. augusztus 22. 20:30 |            | (0–0) Jegyzőkönyv | Van As 51' · Goderie 62' | Játékvezetők: Soledad Iparraguirre (ARG), Carolina de la Fuente (ARG) |

| Csapat          | Helyezés |
| --------------- | -------- |
| Hollandia (NED) |          |

## Kajak-kenu

### Szlalom
Férfi
| Versenyző     | Versenyszám | Selejtező | Selejtező | Selejtező | Selejtező | Selejtező  | Selejtező  | Elődöntő | Elődöntő | Döntő  | Döntő | Összesítés | Összesítés |
| Versenyző     | Versenyszám | 1. futam  | 1. futam  | 2. futam  | 2. futam  | Összesítés | Összesítés | Elődöntő | Elődöntő | Döntő  | Döntő | Összesítés | Összesítés |
| Versenyző     | Versenyszám | Pont      | Hely.     | Pont      | Hely.     | Pont       | Hely.      | Pont     | Hely.    | Pont   | Hely. | Pont       | Helyezés   |
| ------------- | ----------- | --------- | --------- | --------- | --------- | ---------- | ---------- | -------- | -------- | ------ | ----- | ---------- | ---------- |
| Robert Bouten | Kajak egyes | 86,26     | 11.*      | 88,90     | 16.       | 175,16     | 14.        | 88,40    | 5.       | 139,59 | 9.    | 227,99     | 9.         |

Női
| Versenyző    | Versenyszám | Selejtező | Selejtező | Selejtező | Selejtező | Selejtező  | Selejtező  | Elődöntő | Elődöntő | Döntő  | Döntő | Összesítés | Összesítés |
| Versenyző    | Versenyszám | 1. futam  | 1. futam  | 2. futam  | 2. futam  | Összesítés | Összesítés | Elődöntő | Elődöntő | Döntő  | Döntő | Összesítés | Összesítés |
| Versenyző    | Versenyszám | Pont      | Hely.     | Pont      | Hely.     | Pont       | Hely.      | Pont     | Hely.    | Pont   | Hely. | Pont       | Helyezés   |
| ------------ | ----------- | --------- | --------- | --------- | --------- | ---------- | ---------- | -------- | -------- | ------ | ----- | ---------- | ---------- |
| Ariane Herde | Kajak egyes | 104,30    | 11.       | 117,98    | 20.       | 222,28     | 13.        | 117,60   | 10.      | 114,39 | 6.    | 231,99     | 6.         |

* - egy másik versenyzővel azonos pontszámmal végzett

## Kerékpározás

### BMX
| Versenyző              | Versenyszám | Selejtező | Selejtező | Negyeddöntő | Negyeddöntő | Elődöntő | Elődöntő | Döntő   | Döntő    |
| Versenyző              | Versenyszám | Idő       | Helyezés  | Pont        | Helyezés    | Pont     | Helyezés | Idő     | Helyezés |
| ---------------------- | ----------- | --------- | --------- | ----------- | ----------- | -------- | -------- | ------- | -------- |
| Raymon van der Biezen  | Férfi       | 36,112    | 5.        | 10          | 3.          | 14       | 5.       | kiesett | kiesett  |
| Rob van den Wildenberg | Férfi       | 36,522    | 18.       | 8           | 2.          | 9        | 2.       | 39,772  | 5.       |
| Robert de Wilde        | Férfi       | 36,803    | 23.       | 18          | 7.          | kiesett  | kiesett  | kiesett | kiesett  |
| Lieke Klaus            | Női         | 38,709    | 11.       |             |             | 13       | 5.       | kiesett | kiesett  |

### Hegyi-kerékpározás
| Versenyző             | Versenyszám        | Idő             | Helyezés |
| --------------------- | ------------------ | --------------- | -------- |
| Bart Brentjens        | Férfi terepverseny | 2 kör hátrány   | 37.      |
| Rudi van Houts        | Férfi terepverseny | 2 kör hátrány   | 34.      |
| Elsbeth van Rooy-Vink | Női terepverseny   | 1:53:20 (+8:19) | 14.      |

### Országúti kerékpározás
Férfi
| Versenyző       | Versenyszám   | Idő                   | Helyezés      |
| --------------- | ------------- | --------------------- | ------------- |
| Laurens ten Dam | Mezőnyverseny | 6:34:26 (+10:37)      | 64.           |
| Stef Clement    | Mezőnyverseny | nem ért célba         | nem ért célba |
| Stef Clement    | Időfutam      | 1:04:59,42 (+2:47,99) | 9.            |
| Robert Gesink   | Időfutam      | 1:05:02,88 (+2:51,45) | 10.           |
| Robert Gesink   | Mezőnyverseny | 6:24:07 (+0:18)       | 9.            |
| Karsten Kroon   | Mezőnyverseny | nem ért célba         | nem ért célba |
| Niki Terpstra   | Mezőnyverseny | nem ért célba         | nem ért célba |

Női
| Versenyző                  | Versenyszám   | Idő                 | Helyezés |
| -------------------------- | ------------- | ------------------- | -------- |
| Chantal Beltman            | Mezőnyverseny | 3:37:02 (+4:38)     | 47.      |
| Mirjam Melchers-van Poppel | Mezőnyverseny | 3:33:17 (+0:53)     | 36.      |
| Mirjam Melchers-van Poppel | Időfutam      | 37:51,59 (+2:59,87) | 18.      |
| Marianne Vos               | Időfutam      | 36:58,67 (+2:06,95) | 14.      |
| Marianne Vos               | Mezőnyverseny | 3:32:45 (+0:21)     | 6.       |

### Pálya-kerékpározás
Sprintversenyek
| Versenyző                      | Versenyszám         | Selejtező | Selejtező | 1. forduló                     | Vigaszág                                                          | Vigaszág | 2. forduló                  | Vigaszág               | Vigaszág | 9–12. helyért                                                                        | 9–12. helyért | Negyeddöntő                             | 5–8. helyért                                                                   | 5–8. helyért | Elődöntő                                                                     | Döntő                                            | Helyezés |
| Versenyző                      | Versenyszám         | Idő       | Hely.     | Ellenfél Győztes idő           | Ellenfelek Győztes idő                                            | Hely.    | Ellenfél Győztes idő        | Ellenfelek Győztes idő | Hely.    | Ellenfelek Győztes idő                                                               | Hely.         | Ellenfél Győztes idő                    | Ellenfelek Győztes idő                                                         | Hely.        | Ellenfél Győztes idő                                                         | Ellenfél Győztes idő                             | Helyezés |
| ------------------------------ | ------------------- | --------- | --------- | ------------------------------ | ----------------------------------------------------------------- | -------- | --------------------------- | ---------------------- | -------- | ------------------------------------------------------------------------------------ | ------------- | --------------------------------------- | ------------------------------------------------------------------------------ | ------------ | ---------------------------------------------------------------------------- | ------------------------------------------------ | -------- |
| Theo Bos                       | Férfi egyéni sprint | 10,318    | 9.        | Mark French (AUS) · 10,959     |                                                                   |          | Kévin Sireau (FRA) · 10,777 |                        |          |                                                                                      |               | Mickael Bourgain (FRA) · 10,524, 10,595 | Kévin Sireau (FRA) · Teun Mulder (NED) · Mohd Azizulhasni Awang (MAS) · 10,719 | 3.           |                                                                              |                                                  | 7.       |
| Teun Mulder                    | Férfi egyéni sprint | 10,373    | 13.       | Maximilian Levy (GER) · 10,840 | Mark French (AUS) · Gyenyisz Dmitrijev (RUS) · 10,889             | 1.       | Stefan Nimke (GER) · 10,888 |                        |          |                                                                                      |               | Maximilian Levy (GER) · 10,689, 10,660  | Kévin Sireau (FRA) · Theo Bos (NED) · Mohd Azizulhasni Awang (MAS) · 10,719    | 2.           |                                                                              |                                                  | 6.       |
| Yvonne Hijgenaar               | Női egyéni sprint   | 11,533    | 10.       | Anna Meares (AUS) · 11,663     | Simona Krupeckaitė (LTU) · Szvetlana Grankovszkaja (RUS) · 12,123 | 3.       |                             |                        |          | Szvetlana Grankovszkaja (RUS) · Lisandra Guerra (CUB) · Cukuda Szakie (JPN) · 12,192 | 3.            |                                         |                                                                                |              |                                                                              |                                                  | 11.      |
| Willy Kanis                    | Női egyéni sprint   | 11,167    | 4.        | Lisandra Guerra (CUB) · 12,155 |                                                                   |          |                             |                        |          |                                                                                      |               | Jennie Reed (USA) · 11,944, 11,767      |                                                                                |              | Vicki Pendleton (GBR) · 11,537, 11,885                                       | Bronzmérkőzés · Kuo Suang (CHN) · 11,420, 11,617 | 4.       |
| Theo Bos Teun Mulder Tim Veldt | Férfi csapatsprint  | 44,213    | 4.        |                                |                                                                   |          |                             |                        |          |                                                                                      |               |                                         |                                                                                |              | Ausztrália (AUS) · Ryan Bayley · Dan Ellis Mark · French Shane Kell · 44,090 | kiesett                                          | 5.       |

Üldözőversenyek
| Versenyző                                               | Versenyszám                | Selejtező | Selejtező | Elődöntő                                                                                               | Elődöntő  | Elődöntő | Döntő        | Döntő     | Döntő    |
| Versenyző                                               | Versenyszám                | Idő       | Hely.     | Ellenfél Idő                                                                                           | Saját idő | Hely.    | Ellenfél Idő | Saját idő | Helyezés |
| ------------------------------------------------------- | -------------------------- | --------- | --------- | --- | --------- | -------- | ------------ | --------- | -------- |
| Jens Mouris                                             | Férfi egyéni üldözőverseny | 4:27,445  | 13.       | kiesett                                                                                                | kiesett   | kiesett  | kiesett      | kiesett   | kiesett  |
| Jenning Huizenga                                        | Férfi egyéni üldözőverseny | 4:37,097  | 18.       | kiesett                                                                                                | kiesett   | kiesett  | kiesett      | kiesett   | kiesett  |
| Levi Heimans Jens Mouris Robert Slippens Wim Stroetinga | Férfi csapat üldözőverseny | 4:04,806  | 6.        | Ausztrália (AUS) · Jack Bobridge · Graeme Brown · Mark Jamieson · Brad McGee · Luke Roberts · 3:58,633 | lekörözve | 5.       | kiesett      | kiesett   | kiesett  |

Keirin
| Versenyző   | Versenyszám  | 1. forduló | Vigaszág | 2. forduló       | Döntő    | Helyezés |
| Versenyző   | Versenyszám  | Helyezés   | Helyezés | Helyezés         | Helyezés | Helyezés |
| ----------- | ------------ | ---------- | -------- | ---------------- | -------- | -------- |
| Theo Bos    | Férfi keirin | 2.         |          | nem állt rajthoz | kiesett  | 12.      |
| Teun Mulder | Férfi keirin | 3.         | kizárták | kiesett          | kiesett  | 21.      |

Pontversenyek
| Versenyző               | Versenyszám       | Pont | Helyezés |
| ----------------------- | ----------------- | ---- | -------- |
| Peter Schep             | Férfi pontverseny | 0    | 20.      |
| Marianne Vos            | Női pontverseny   | 30   |          |
| Jens Mouris Peter Schep | Férfi madison     | 6    | 8.       |

## Labdarúgás

### Férfi
| #                   | Név                | Klub          | Születési idő                    | Mérkőzésszám | Gól     | Sárga lap | sárga lap · 2. sárga lap · kiállítva | kiállítva |
| Kapusok             | Kapusok            | Kapusok       | Kapusok                          | Kapusok      | Kapusok | Kapusok   | Kapusok                              | Kapusok   |
| ------------------- | ------------------ | ------------- | -------------------------------- | ------------ | ------- | --------- | ------------------------------------ | --------- |
| 1                   | Piet Velthuizen    | Vitesse       | 1986. november 3. (21 évesen)    | 0            | 0       | 0         | 0                                    | 0         |
| 18                  | Kenneth Vermeer    | Ajax          | 1986. január 10. (22 évesen)     | 4            | 0       | 0         | 0                                    | 0         |
| Védők               |                    |               |                                  |              |         |           |                                      |           |
| 2                   | Gianni Zuiverloon  | West Bromwich | 1986. december 30. (21 évesen)   | 3(1)         | 0       | 1         | 0                                    | 0         |
| 3                   | Dirk Marcellis     | PSV           | 1988. április 13. (20 évesen)    | 4            | 0       | 1         | 0                                    | 0         |
| 4                   | Kew Jaliens        | AZ            | 1978. szeptember 15. (29 évesen) | 3            | 0       | 2         | 0                                    | 0         |
| 5                   | Erik Pieters       | PSV           | 1988. augusztus 7. (20 évesen)   | 1(1)         | 0       | 0         | 0                                    | 0         |
| 13                  | Calvin Jong-a-Pin  | Heerenveen    | 1986. augusztus 18. (21 évesen)  | 3(1)         | 0       | 0         | 0                                    | 0         |
| Középpályások       |                    |               |                                  |              |         |           |                                      |           |
| 6                   | Kees Luyckx        | AZ            | 1986. február 11. (22 évesen)    | 0            | 0       | 0         | 0                                    | 0         |
| 7                   | Jonathan de Guzmán | Feyenoord     | 1987. szeptember 13. (20 évesen) | 4            | 0       | 1         | 0                                    | 0         |
| 8                   | Urby Emanuelson    | Ajax          | 1986. június 16. (22 évesen)     | 4            | 0       | 0         | 0                                    | 0         |
| 12                  | Hedwiges Maduro    | Valencia      | 1985. február 13. (23 évesen)    | 3(1)         | 0       | 0         | 0                                    | 0         |
| 14                  | Evander Sno        | Celtic FC     | 1987. április 9. (21 évesen)     | 1(1)         | 0       | 1         | 0                                    | 1         |
| 15                  | Royston Drenthe    | Real Madrid   | 1987. április 8. (21 évesen)     | 4            | 0       | 0         | 0                                    | 0         |
| 17                  | Otman Bakkal       | PSV           | 1985. február 22. (23 évesen)    | 2(2)         | 1       | 0         | 0                                    | 0         |
| Csatárok            |                    |               |                                  |              |         |           |                                      |           |
| 9                   | Roy Makaay (csk)   | Feyenoord     | 1975. március 9. (33 évesen)     | 2(1)         | 0       | 0         | 0                                    | 0         |
| 10                  | Gerald Sibon       | Heerenveen    | 1974. április 19. (34 évesen)    | 1(3)         | 2       | 1         | 0                                    | 0         |
| 11                  | Ryan Babel         | Liverpool     | 1986. december 19. (21 évesen)   | 4            | 1       | 0         | 0                                    | 0         |
| 16                  | Roy Beerens        | Heerenveen    | 1987. december 22. (20 évesen)   | 1(1)         | 0       | 0         | 0                                    | 0         |
| Szövetségi kapitány |                    |               |                                  |              |         |           |                                      |           |
|                     | Foppe de Haan      | NED           | 1943. június 26. (65 évesen)     |              |         |           |                                      |           |

- Kor: 2008. augusztus 7-i kora

#### Eredmények
B csoport
| Nemzet                 | M | Gy | D | V | G+ | G- | Gk | P |
| ---------------------- | - | -- | - | - | -- | -- | -- | - |
| Nigéria (NGR)          | 3 | 2  | 1 | 0 | 4  | 2  | +2 | 7 |
| Hollandia (NED)        | 3 | 1  | 2 | 0 | 3  | 2  | +1 | 5 |
| Egyesült Államok (USA) | 3 | 1  | 1 | 1 | 4  | 4  | 0  | 4 |
| Japán (JPN)            | 3 | 0  | 0 | 3 | 1  | 4  | –3 | 0 |

| 2008. augusztus 7. 19:45 |

| Hollandia (NED) | 0–0         | Nigéria (NGR) |
| --------------- | ----------- | ------------- |
| Sno 90+2′       | Jegyzőkönyv |               |

| Tiencsini Olimpiai Stadion, Tiencsin Nézőszám: 52 390 Játékvezető: Pablo Pozo (chilei) |

| 2008. augusztus 10. 19:45 |

| Egyesült Államok (USA)    | 2–2               | Hollandia (NED)       |
| ------------------------- | ----------------- | --------------------- |
| Kljestan 64' Altidore 72' | (0–1) Jegyzőkönyv | Babel 16' Sibon 90+3' |

| Tiencsini Olimpiai Stadion, Tiencsin Nézőszám: 45 016 Játékvezető: Michael Hester (új-zélandi) |

| 2008. augusztus 13. 17:00 |

| Hollandia (NED)      | 1–0               | Japán (JPN) |
| -------------------- | ----------------- | ----------- |
| Sibon 73' (11-esből) | (0–0) Jegyzőkönyv |             |

| Senjangi Olimpiai Stadion, Senjang Nézőszám: 38 790 Játékvezető: Héctor Baldassi (argentin) |

Negyeddöntő
| 2008. augusztus 16. 21:00 |

| Argentína (ARG)         | 2–1 (h. u.)                 | Hollandia (NED) |
| ----------------------- | --------------------------- | --------------- |
| Messi 14' Di María 105' | (1–1, 1–1, 2–1) Jegyzőkönyv | Bakkal 36'      |

| Sanghaj Stadion, Sanghaj Nézőszám: 51 366 Játékvezető: Jair Marrufo (amerikai) |

| Csapat          | Helyezés |
| --------------- | -------- |
| Hollandia (NED) | 7.       |

## Lovaglás
Díjlovaglás
| Versenyző                                                        | Ló                             | Versenyszám | 1. kör | 1. kör | 2. kör     | 2. kör     | 3. kör  | 3. kör  | Végeredmény | Végeredmény |
| Versenyző                                                        | Ló                             | Versenyszám | Pont   | Hely.  | Pont       | Hely.      | Pont    | Hely.   | Pont        | Helyezés    |
| ---------------------------------------------------------------- | ------------------------------ | ----------- | ------ | ------ | ---------- | ---------- | ------- | ------- | ----------- | ----------- |
| Anky van Grunsven                                                | Salinero                       | Egyéni      | 74,750 | 2.     | 74,960     | 2.         | 82,400  | 1.      | 78,680      |             |
| Hans Peter Minderhoud                                            | Exquis Nadine                  | Egyéni      | 69,625 | 10.    | 70,920     | 7.         | 75,150  | 5.      | 73,035      | 5.          |
| Imke Schellekens-Bartels                                         | Sunrise                        | Egyéni      | 70,875 | 5.     | nem indult | nem indult | kiesett | kiesett | kiesett     | kiesett     |
| Anky van Grunsven Hans Peter Minderhoud Imke Schellekens-Bartels | Salinero Exquis Nadine Sunrise | Csapat      |        |        |            |            |         |         | 71,750      |             |

Díjugratás
| Versenyző                                                   | Ló                                                        | Versenyszám | Selejtező | Selejtező | Selejtező | Selejtező | Selejtező | Selejtező | Selejtező | Selejtező | Döntő   | Döntő   | Döntő   | Döntő   | Végeredmény | Végeredmény |
| Versenyző                                                   | Ló                                                        | Versenyszám | 1. kör    | 1. kör    | 2. kör    | 2. kör    | 2. kör    | 3. kör    | 3. kör    | 3. kör    | 1. kör  | 1. kör  | 2. kör  | 2. kör  | Végeredmény | Végeredmény |
| Versenyző                                                   | Ló                                                        | Versenyszám | Bünt.     | Hely.     | Bünt.     | Össz.     | Hely.     | Bünt.     | Össz.     | Hely.     | Bünt.   | Hely.   | Bünt.   | Hely.   | Bünt.       | Helyezés    |
| ----------------------------------------------------------- | --------------------------------------------------------- | ----------- | --------- | --------- | --------- | --------- | --------- | --------- | --------- | --------- | ------- | ------- | ------- | ------- | ----------- | ----------- |
| Angélique Hoorn                                             | Blauwendraad's O'Brien                                    | Egyéni      | 4         | 26.       | 4         | 8         | 13.       | 8         | 16        | 21.       | 0       | 1.      | 4       | 6.      | 4           | 9.*         |
| Marc Houtzager                                              | Opium VS                                                  | Egyéni      | 2         | 24.       | 1         | 3         | 5.        | 5         | 8         | 6.        | 0       | 1.      | 4       | 6.      | 4           | 8.*         |
| Gerco Schröder                                              | Monaco                                                    | Egyéni      | 5         | 35.       | 12        | 17        | 34.       | 4         | 21        | 24.       | 4       | 11.     | 12      | 15.     | 16          | 15.         |
| Vincent Voorn                                               | Alpapillon-Armanie                                        | Egyéni      | 0         | 1.        | 16        | 16        | 44.       | 27        | 43        | 40.       | kiesett | kiesett | kiesett | kiesett | kiesett     | kiesett     |
| Angélique Hoorn Marc Houtzager Gerco Schröder Vincent Voorn | Blauwendraad's O'Brien Opium VS Monaco Alpapillon-Armanie | Csapat      |           |           |           |           |           |           |           |           | 17      | 6.      | 17      | 3.      | 34          | 4.          |

| Versenyző       | Ló                     | Versenyszám | Szétugratás a bronzéremért | Szétugratás a bronzéremért | Szétugratás a bronzéremért |
| Versenyző       | Ló                     | Versenyszám | Bünt.                      | Idő                        | Helyezés                   |
| --------------- | ---------------------- | ----------- | -------------------------- | -------------------------- | -------------------------- |
| Angélique Hoorn | Blauwendraad's O'Brien | Egyéni      | 8                          | 36,89                      | 9.                         |
| Marc Houtzager  | Opium VS               | Egyéni      | 8                          | 35,39                      | 8.                         |

Lovastusa
| Versenyző | Ló       | Versenyszám | Díjlovaglás | Díjlovaglás | Tereplovaglás | Tereplovaglás | Tereplovaglás | Díjugratás | Díjugratás | Díjugratás | Díjugratás | Végeredmény | Végeredmény |
| Versenyző | Ló       | Versenyszám | Díjlovaglás | Díjlovaglás | Tereplovaglás | Tereplovaglás | Tereplovaglás | 1. kör     | 1. kör     | 2. kör     | 2. kör     | Végeredmény | Végeredmény |
| Versenyző | Ló       | Versenyszám | Bünt.       | Hely.       | Bünt.         | Hely.         | Össz.         | Bünt.      | Hely.      | Bünt.      | Hely.      | Bünt.       | Helyezés    |
| --------- | -------- | ----------- | ----------- | ----------- | ------------- | ------------- | ------------- | ---------- | ---------- | ---------- | ---------- | ----------- | ----------- |
| Tim Lips  | Oncarlos | Egyéni      | 52,6        | 41.         | 22,4          | 23.           | 28.           | 0          | 1.         | 0          | 1.         | 75,0        | 15.         |

* - öt másik versenyzővel azonos eredményt ért el

## Röplabda

### Strandröplabda

#### Férfi
| Versenyző                        | Csoportkör | Csoportkör | 16 közé jutásért                                                 | Nyolcaddöntő                                                    | Negyeddöntő                                                 | Elődöntő          | Döntő             | Helyezés |
| Versenyző                        | Ellenfél Eredmény | Hely.      | Ellenfél Eredmény                                                | Ellenfél Eredmény                                               | Ellenfél Eredmény                                           | Ellenfél Eredmény | Ellenfél Eredmény | Helyezés |
| -------------------------------- | --- | ---------- | ---------------------------------------------------------------- | --------------------------------------------------------------- | ----------------------------------------------------------- | ----------------- | ----------------- | -------- |
| Reinder Nummerdor Richard Schuil | E csoport · Svájc (SUI) · Martin Laciga · Jan Schnider · 21-14, 21-15 · Norvégia (NOR) · Jørre Kjemperud · Tarjei Skarlun · 13-21, 21-15, 15-9 · Németország (GER) · David Klemperer · Eric Koreng · 21-16, 21-16               | 1.         |                                                                  | Ausztrália (AUS) · Andrew Schacht · Joshua Slack · 21-16, 21-14 | Grúzia (GEO) · Renato Gomes · Jorge Terceiro · 19-21, 19-21 | kiesett           | kiesett           | 5.       |
| Emiel Boersma Bram Ronnes        | F csoport · Egyesült Államok (USA) · Jake Gibb · Sean Rosenthal · 16-21, 15-21 · Japán (JPN) · Aszahi Kentaró · Siratori Kacuhiro · 15-21, 25-23, 11-15 · Németország (GER) · Julius Brink · Christoph Dieckmann · 21-16, 22-20 | 3.         | Németország (GER) · David Klemperer · Eric Koreng · 16-21, 25-27 | kiesett                                                         | kiesett                                                     | kiesett           | kiesett           | 17.      |

#### Női
| Versenyző                   | Csoportkör | Csoportkör | 16 közé jutásért  | Nyolcaddöntő      | Negyeddöntő       | Elődöntő          | Döntő             | Helyezés |
| Versenyző                   | Ellenfél Eredmény | Hely.      | Ellenfél Eredmény | Ellenfél Eredmény | Ellenfél Eredmény | Ellenfél Eredmény | Ellenfél Eredmény | Helyezés |
| --------------------------- | --- | ---------- | ----------------- | ----------------- | ----------------- | ----------------- | ----------------- | -------- |
| Rebekka Kadijk Merel Mooren | E csoport · Egyesült Államok (USA) · Nicole Branagh · Elaine Youngs · 19-21, 25-27 · Kuba (CUB) · Imara Estévez · Milagros Crespo · 11-21, 15-21 · Németország (GER) · Stephanie Pohl · Okka Rau · 19-21, 18-21 | 4.         | kiesett           | kiesett           | kiesett           | kiesett           | kiesett           | 19.      |

## Softball
- Noémi Boekel
- Marloes Fellinger
- Sandra Gouverneur
- Petra van Heijst
- Judith van Kampen
- Kim Kluijskens
- Saskia Kosterink
- Jolanda Kroesen
- Daisy de Peinder
- Marjan Smit
- Rebecca Soumeru
- Nathalie Timmermans
- Ellen Venker
- Britt Vonk
- Kristi de Vries

### Eredmények
Csoportkör
| Csapat           | M | Gy | V | P+ | P– | Pk  |
| ---------------- | - | -- | - | -- | -- | --- |
| Egyesült Államok | 7 | 7  | 0 | 53 | 1  | +52 |
| Japán            | 7 | 6  | 1 | 23 | 13 | +10 |
| Ausztrália       | 7 | 5  | 2 | 30 | 11 | +19 |
| Kanada           | 7 | 3  | 4 | 17 | 23 | –6  |
| Tajvan           | 7 | 2  | 5 | 10 | 23 | –13 |
| Kína             | 7 | 2  | 5 | 19 | 21 | –2  |
| Venezuela        | 7 | 2  | 5 | 15 | 35 | –20 |
| Hollandia        | 7 | 1  | 6 | 8  | 48 | –40 |

| 2008. augusztus 12. 17:00 |  | Hollandia (NED) | 2–10 | Kína |  |  |
| 2008. augusztus 12. 17:00 |  |                 |      |      |  |  |

| 2008. augusztus 13. 19:30 |  | Hollandia (NED) | 2–9 | Kanada |  |  |
| 2008. augusztus 13. 19:30 |  |                 |     |        |  |  |

| 2008. augusztus 14. 18:15 |  | Japán (JPN) | 3–0 | Hollandia |  |  |
| 2008. augusztus 14. 18:15 |  |             |     |           |  |  |

| 2008. augusztus 15. 19:30 |  | Venezuela (VEN) | 8–0 | Hollandia |  |  |
| 2008. augusztus 15. 19:30 |  |                 |     |           |  |  |

| 2008. augusztus 16. 17:00 |  | Hollandia (NED) | 0–8 | Ausztrália |  |  |
| 2008. augusztus 16. 17:00 |  |                 |     |            |  |  |

| 2008. augusztus 17. 19:30 |  | Egyesült Államok (USA) | 8–0 | Hollandia |  |  |
| 2008. augusztus 17. 19:30 |  |                        |     |           |  |  |

| 2008. augusztus 18. 9:30 |  | Hollandia (NED) | 4–2 | Tajvan |  |  |
| 2008. augusztus 18. 9:30 |  |                 |     |        |  |  |

| Csapat    | Helyezés |
| --------- | -------- |
| Hollandia | 8.       |

## Szinkronúszás
| Versenyző                                  | Versenyszám | Technikai gyakorlat | Technikai gyakorlat | Selejtező        | Selejtező        | Selejtező  | Selejtező  | Döntő            | Döntő            | Döntő      | Döntő      | Helyezés |
| Versenyző                                  | Versenyszám | Technikai gyakorlat | Technikai gyakorlat | Szabad gyakorlat | Szabad gyakorlat | Összesítés | Összesítés | Szabad gyakorlat | Szabad gyakorlat | Összesítés | Összesítés | Helyezés |
| Versenyző                                  | Versenyszám | Pont                | Hely.               | Pont             | Hely.            | Pont       | Hely.      | Pont             | Hely.            | Pont       | Hely.      | Helyezés |
| ------------------------------------------ | ----------- | ------------------- | ------------------- | ---------------- | ---------------- | ---------- | ---------- | ---------------- | ---------------- | ---------- | ---------- | -------- |
| Bianca van der Velden Sonja van der Velden | Páros       | 45,584              | 10.                 | 45,834           | 9.               | 91,418     | 9.*        | 46,083           | 9.               | 91,667     | 9.         | 9.       |

* - egy másik párossal azonos eredményt értek el

## Taekwondo
Férfi
| Versenyző      | Versenyszám | Nyolcaddöntő              | Negyeddöntő       | Elődöntő          | Vigaszág elődöntő          | Bronz- mérkőzés   | Döntő             | Helyezés |
| Versenyző      | Versenyszám | Ellenfél Eredmény         | Ellenfél Eredmény | Ellenfél Eredmény | Ellenfél Eredmény          | Ellenfél Eredmény | Ellenfél Eredmény | Helyezés |
| -------------- | ----------- | ------------------------- | ----------------- | ----------------- | -------------------------- | ----------------- | ----------------- | -------- |
| Dennis Bekkers | Pehelysúly  | Szon Thedzsin (KOR) · 3-4 |                   |                   | Servet Tazegül (TUR) · 2-3 | kiesett           |                   | 7.       |

## Torna
Férfi
| Versenyző       | Versenyszám      | Selejtező | Selejtező | Döntő    | Döntő    |
| Versenyző       | Versenyszám      | Pontszám  | Helyezés  | Pontszám | Helyezés |
| --------------- | ---------------- | --------- | --------- | -------- | -------- |
| Epke Zonderland | Nyújtó           | 15,750    | 4.        | 15,000   | 7.       |
| Epke Zonderland | Egyéni összetett | 15,750    | 98.       | kiesett  | kiesett  |

Női
| Versenyző      | Versenyszám      | Selejtező | Selejtező | Döntő    | Döntő    |
| Versenyző      | Versenyszám      | Pontszám  | Helyezés  | Pontszám | Helyezés |
| -------------- | ---------------- | --------- | --------- | -------- | -------- |
| Suzanne Harmes | Talaj            | 14,600    | 21.       | kiesett  | kiesett  |
| Suzanne Harmes | Ugrás            | 14,825    |           | kiesett  | kiesett  |
| Suzanne Harmes | Felemás korlát   | 13,825    | 60.       | kiesett  | kiesett  |
| Suzanne Harmes | Gerenda          | 13,825    | 67.       | kiesett  | kiesett  |
| Suzanne Harmes | Egyéni összetett | 57,075    | 32.       | kiesett  | kiesett  |

## Triatlon
| Versenyző    | Versenyszám | 1,5 km úszás | 1,5 km úszás | 40 km kerékpározás | 40 km kerékpározás | 10 km futás | 10 km futás | Összesítés | Összesítés |
| Versenyző    | Versenyszám | Idő          | Hely.        | Idő                | Hely.              | Idő         | Hely.       | Idő        | Helyezés   |
| ------------ | ----------- | ------------ | ------------ | ------------------ | ------------------ | ----------- | ----------- | ---------- | ---------- |
| Sander Berk  | Férfi       | 18:13        | 15.          | 59:06              | 38.**              | 33:57       | 30.         | 1:52:18,09 | 31.        |
| Lisa Mensink | Női         | 20:03        | 29.          | 1:07:44            | 45.                | 41:30       | 43.*        | 2:10:18,98 | 45.        |

* - egy másik versenyzővel azonos időt ért el

** - három másik versenyzővel azonos időt ért el

## Úszás
Férfi
| Versenyző                                                                | Versenyszám          | Előfutam | Előfutam | Előfutam | Elődöntő | Elődöntő | Elődöntő | Döntő     | Döntő    |
| Versenyző                                                                | Versenyszám          | Idő      | Hely.    | Össz.    | Idő      | Hely.    | Össz.    | Idő       | Helyezés |
| ------------------------------------------------------------------------ | -------------------- | -------- | -------- | -------- | -------- | -------- | -------- | --------- | -------- |
| Robert Lijesen                                                           | 50 m gyors           | 22,51    | 6.       | 32.      | kiesett  | kiesett  | kiesett  | kiesett   | kiesett  |
| Pieter van den Hoogenband                                                | 100 m gyors          | 47,97    | 3.       | 5.       | 47,68    | 2.       | 3.       | 47,75     | 5.       |
| Mitja Zastrow                                                            | 100 m gyors          | 49,61    | 7.       | 38.      | kiesett  | kiesett  | kiesett  | kiesett   | kiesett  |
| Nick Driebergen                                                          | 100 m hát            | 55,31    | 8.       | 28.      | kiesett  | kiesett  | kiesett  | kiesett   | kiesett  |
| Nick Driebergen                                                          | 200 m hát            | 2:00,24  | 7.       | 24.      | kiesett  | kiesett  | kiesett  | kiesett   | kiesett  |
| Thijs van Valkengoed                                                     | 100 m mell           | 1:01,32  | 6.       | 26.      | kiesett  | kiesett  | kiesett  | kiesett   | kiesett  |
| Robin van Aggele                                                         | 200 m mell           | 2:17,14  | 8.       | 48.      | kiesett  | kiesett  | kiesett  | kiesett   | kiesett  |
| Robin van Aggele                                                         | 100 m pillangó       | 52,26    | 6.       | 20.**    | kiesett  | kiesett  | kiesett  | kiesett   | kiesett  |
| Robin van Aggele                                                         | 200 m vegyes         | 2:04,33  | 8.       | 39.      | kiesett  | kiesett  | kiesett  | kiesett   | kiesett  |
| Maarten van der Weijden                                                  | 10 km nyílt vízi     |          |          |          |          |          |          | 1:51:51,6 |          |
| Pieter van den Hoogenband Robert Lijesen Bas van Velthoven Mitja Zastrow | 4 × 100 m gyorsváltó | 3:14,90  | 5.       | 10.      |          |          |          | kiesett   | kiesett  |

Női
| Versenyző                                                                                              | Versenyszám            | Előfutam | Előfutam | Előfutam | Elődöntő | Elődöntő | Elődöntő | Döntő     | Döntő    |
| Versenyző                                                                                              | Versenyszám            | Idő      | Hely.    | Össz.    | Idő      | Hely.    | Össz.    | Idő       | Helyezés |
| --- | ---------------------- | -------- | -------- | -------- | -------- | -------- | -------- | --------- | -------- |
| Hinkelien Schreuder                                                                                    | 50 m gyors             | 25,00    | 5.       | 12.*     | 24,52    | 4.       | 6.       | 24,65     | 7.       |
| Marleen Veldhuis                                                                                       | 50 m gyors             | 24,38    | 1.       | 2.       | 24,46    | 2.       | 4.       | 24,26     | 5.       |
| Marleen Veldhuis                                                                                       | 100 m gyors            | 53,76    | 3.       | 3.       | 53,81    | 1.       | 2.       | 54,21     | 6.*      |
| Inge Dekker                                                                                            | 100 m gyors            | 55,23    | 7.       | 24.      | kiesett  | kiesett  | kiesett  | kiesett   | kiesett  |
| Inge Dekker                                                                                            | 100 m pillangó         | 58,22    | 3.       | 9.       | 58,20    | 3.       | 7.       | 58,54     | 8.       |
| Chantal Groot                                                                                          | 100 m pillangó         | 59,35    | 8.       | 30.*     | kiesett  | kiesett  | kiesett  | kiesett   | kiesett  |
| Ranomi Kromowidjojo                                                                                    | 200 m gyors            | 2:02,02  | 1.       | 23.      | kiesett  | kiesett  | kiesett  | kiesett   | kiesett  |
| Jolijn van Valkengoed                                                                                  | 100 m mell             | 1:11,26  | 8.       | 35.      | kiesett  | kiesett  | kiesett  | kiesett   | kiesett  |
| Femke Heemskerk                                                                                        | 200 m vegyes           | 2:16,28  | 6.       | 28.      | kiesett  | kiesett  | kiesett  | kiesett   | kiesett  |
| Edith van Dijk                                                                                         | 10 km nyílt vízi       |          |          |          |          |          |          | 2:00:02,8 | 14.      |
| Inge Dekker Femke Heemskerk Ranomi Kromowidjojo Manon van Rooijen Hinkelien Schreuder Marleen Veldhuis | 4 × 100 m gyorsváltó   | 3:37,61  | 2.       | 4.       |          |          |          | 3:33,76   |          |
| Femke Heemskerk Saskia de Jonge Ranomi Kromowidjojo Manon van Rooijen                                  | 4 × 200 m gyorsváltó   | 7:56,60  | 5.       | 11.      |          |          |          | kiesett   | kiesett  |
| Inge Dekker Femke Heemskerk Ranomi Kromowidjojo Jolijn van Valkengoed                                  | 4 × 100 m vegyes váltó | 4:04,74  | 7.       | 13.      |          |          |          | kiesett   | kiesett  |

* - egy másik versenyzővel azonos időt ért el

** - két másik versenyzővel azonos időt ért el

## Vitorlázás
Férfi
| Versenyző                     | Versenyszám     | Futam | Futam | Futam | Futam | Futam | Futam | Futam | Futam | Futam | Futam | Futam | Pontszám | Helyezés |
| Versenyző                     | Versenyszám     | 1     | 2     | 3     | 4     | 5     | 6     | 7     | 8     | 9     | 10    | É     | Pontszám | Helyezés |
| ----------------------------- | --------------- | ----- | ----- | ----- | ----- | ----- | ----- | ----- | ----- | ----- | ----- | ----- | -------- | -------- |
| Casper Bouman                 | Szörfvitorlázás | 20    | 27    | 21    | 22    | 4     | 1     | 1     | 2     | 20    | 21    | -     | 112      | 15.      |
| Rutger van Schaardenburg      | Laser           | 32    | 29    | 34    | 32    | 25    | 18    | 38    | 25    | 20    |       | -     | 215      | 34.      |
| Kalle Coster Sven Erik Coster | 470-es osztály  | 11    | 15    | 12    | 2     | 8     | 15    | 2     | 8     | 4     | 2     | 14    | 78       | 4.       |

Női
| Versenyző                                  | Versenyszám    | Futam | Futam | Futam | Futam | Futam | Futam | Futam | Futam | Futam | Futam | Futam | Pontszám | Helyezés |
| Versenyző                                  | Versenyszám    | 1     | 2     | 3     | 4     | 5     | 6     | 7     | 8     | 9     | 10    | É     | Pontszám | Helyezés |
| ------------------------------------------ | -------------- | ----- | ----- | ----- | ----- | ----- | ----- | ----- | ----- | ----- | ----- | ----- | -------- | -------- |
| Lobke Berkhout Marcelien de Koning         | 470-es osztály | 3     | 1     | 9     | 5     | 2     | 2     | 10    | 7     | 4     | 16    | 10    | 53       |          |
| Annemieke Bes Mandy Mulder Merel Witteveen | Yngling        | 9     | 1     | 2     | 13    | 1     | 5     | 4     | 1     |       |       | 8     | 31       |          |

Nyílt
| Versenyző                   | Versenyszám | Futam | Futam | Futam | Futam | Futam | Futam | Futam | Futam | Futam | Futam | Futam | Pontszám | Helyezés |
| Versenyző                   | Versenyszám | 1     | 2     | 3     | 4     | 5     | 6     | 7     | 8     | 9     | 10    | É     | Pontszám | Helyezés |
| --------------------------- | ----------- | ----- | ----- | ----- | ----- | ----- | ----- | ----- | ----- | ----- | ----- | ----- | -------- | -------- |
| Pieter-Jan Postma           | Finn dingi  | 19    | 15    | 16    | 22    | 15    | 2     | 10    | 16    |       |       | -     | 93       | 14.      |
| Mitch Booth Pim Nieuwenhuis | Tornádó     | 3     | 13    | 8     | 3     | 10    | 2     | 8     | 3     | 11    | 10    | 6     | 64       | 5.       |

É - éremfutam

## Vívás
Férfi
| Versenyző     | Versenyszám       | Selejtező         | 32-es főtábla          | Nyolcaddöntő                 | Negyeddöntő                     | Elődöntő          | Bronz- mérkőzés   | Döntő             | Helyezés |
| Versenyző     | Versenyszám       | Ellenfél Eredmény | Ellenfél Eredmény      | Ellenfél Eredmény            | Ellenfél Eredmény               | Ellenfél Eredmény | Ellenfél Eredmény | Ellenfél Eredmény | Helyezés |
| ------------- | ----------------- | ----------------- | ---------------------- | ---------------------------- | ------------------------------- | ----------------- | ----------------- | ----------------- | -------- |
| Bas Verwijlen | Párbajtőr, egyéni |                   | Vang Lej (CHN) · 15-10 | Michael Kauter (SUI) · 15-13 | Matteo Tagliariol (ITA) · 11-15 | kiesett           | kiesett           | kiesett           | 8.       |

Női
| Versenyző        | Versenyszám | Selejtező                  | 32-es főtábla                     | Nyolcaddöntő      | Negyeddöntő       | Elődöntő          | Bronz- mérkőzés   | Döntő             | Helyezés |
| Versenyző        | Versenyszám | Ellenfél Eredmény          | Ellenfél Eredmény                 | Ellenfél Eredmény | Ellenfél Eredmény | Ellenfél Eredmény | Ellenfél Eredmény | Ellenfél Eredmény | Helyezés |
| ---------------- | ----------- | -------------------------- | --------------------------------- | ----------------- | ----------------- | ----------------- | ----------------- | ----------------- | -------- |
| Indra Angad-Gaur | Tőr, egyéni | Ímán el-Gamal (EGY) · 13-4 | Margherita Granbassi (ITA) · 6-11 | kiesett           | kiesett           | kiesett           | kiesett           | kiesett           | 28.      |

## Vízilabda

### Női
| Holland nemzeti női vízilabdacsapat-játékoskeret | Holland nemzeti női vízilabdacsapat-játékoskeret | Holland nemzeti női vízilabdacsapat-játékoskeret | Holland nemzeti női vízilabdacsapat-játékoskeret | Holland nemzeti női vízilabdacsapat-játékoskeret | Holland nemzeti női vízilabdacsapat-játékoskeret | Holland nemzeti női vízilabdacsapat-játékoskeret |
| #                                                | Név                                              | Poszt                                            | Magasság                                         | Súly                                             | Kor                                              | Klub                                             |
| ------------------------------------------------ | ------------------------------------------------ | ------------------------------------------------ | ------------------------------------------------ | ------------------------------------------------ | ------------------------------------------------ | ------------------------------------------------ |
| 1                                                | Ilse van der Meijden                             | GK                                               | 1,85 m (6 ft 1 in)                               | 71 kg                                            | 1988. október 22. (19 évesen)                    | Brandenburg Bilthoven                            |
| 2                                                | Yasemin Smit                                     | CB                                               | 1,78 m (5 ft 10 in)                              | 70 kg                                            | 1984. november 21. (23 évesen)                   | Het Ravijn Nijverdal                             |
| 3                                                | Mieke Cabout                                     | D                                                | 1,82 m (6 ft 0 in)                               | 70 kg                                            | 1986. március 30. (22 évesen)                    | ZVL Leiden                                       |
| 4                                                | Biurakn Hakhverdian                              | D                                                | 1,72 m (5 ft 8 in)                               | 65 kg                                            | 1985. október 4. (22 évesen)                     | Polar Bears                                      |
| 5                                                | Marieke van den Ham                              | D                                                | 1,69 m (5 ft 7 in)                               | 80 kg                                            | 1983. január 21. (25 évesen)                     | Polar Bears                                      |
| 6                                                | Daniëlle de Bruijn                               | D                                                | 1,72 m (5 ft 8 in)                               | 68 kg                                            | 1978. február 13. (30 évesen)                    | Widex GZC Donk Gouda                             |
| 7                                                | Iefke van Belkum                                 | CF                                               | 1,85 m (6 ft 1 in)                               | 75 kg                                            | 1986. július 22. (22 évesen)                     | ZVL Leiden                                       |
| 8                                                | Noeki Klein                                      | CF                                               | 1,79 m (5 ft 10 in)                              | 80 kg                                            | 1983. április 28. (25 évesen)                    | ZVL Leiden                                       |
| 9                                                | Gillian van den Berg                             | D                                                | 1,73 m (5 ft 8 in)                               | 66 kg                                            | 1971. szeptember 8. (36 évesen)                  | De Gouwe Waddinxveen                             |
| 10                                               | Alette Sijbring                                  | CB                                               | 1,74 m (5 ft 9 in)                               | 68 kg                                            | 1982. március 20. (26 évesen)                    | TWZ Zaandam                                      |
| 11                                               | Rianne Guichelaar                                | D                                                | 1,74 m (5 ft 9 in)                               | 63 kg                                            | 1983. augusztus 16. (24 évesen)                  | Het Ravijn Nijverdal                             |
| 12                                               | Simone Koot                                      | D                                                | 1,73 m (5 ft 8 in)                               | 65 kg                                            | 1980. november 12. (27 évesen)                   | Brandenburg Bilthoven                            |
| 13                                               | Meike de Nooy                                    | GK                                               | 1,85 m (6 ft 1 in)                               | 73 kg                                            | 1983. május 2. (25 évesen)                       | Het Ravijn Nijverdal                             |
| Vezetőedző: Robin van Galen                      |                                                  |                                                  |                                                  |                                                  |                                                  |                                                  |

- Kor: 2008. augusztus 11-i kora

#### Eredmények
Csoportkör
B csoport
| Csapat             | M | Gy | D | V | G+ | G– | Gk  | P |
| ------------------ | - | -- | - | - | -- | -- | --- | - |
| Magyarország (HUN) | 3 | 2  | 1 | 0 | 28 | 20 | +8  | 5 |
| Ausztrália (AUS)   | 3 | 2  | 1 | 0 | 25 | 22 | +3  | 5 |
| Hollandia (NED)    | 3 | 1  | 0 | 2 | 27 | 27 | +0  | 2 |
| Görögország (GRE)  | 3 | 0  | 0 | 3 | 16 | 27 | –11 | 0 |

| 2008. augusztus 11. 13:00 | Magyarország (HUN)   | 11–9 | Hollandia (NED) | Ying Tung Natatorium, Peking Játékvezetők: Caputi (ITA), Koryzna (POL) |
| 2008. augusztus 11. 13:00 | (3–3, 3–2, 4–3, 1–1) |      |                 | Ying Tung Natatorium, Peking Játékvezetők: Caputi (ITA), Koryzna (POL) |
| 2008. augusztus 11. 13:00 | Pelle 4              |      | de Bruijn 4     | Ying Tung Natatorium, Peking Játékvezetők: Caputi (ITA), Koryzna (POL) |

| 2008. augusztus 13. 14:20 | Görögország (GRE)    | 6–9 | Hollandia (NED) | Ying Tung Natatorium, Peking Játékvezetők: Ni (CHN), Patelli (BRA) |
| 2008. augusztus 13. 14:20 | (3–3, 2–2, 1–3, 0–1) |     |                 | Ying Tung Natatorium, Peking Játékvezetők: Ni (CHN), Patelli (BRA) |
| 2008. augusztus 13. 14:20 | Liószi 2             |     | Cabout 4        | Ying Tung Natatorium, Peking Játékvezetők: Ni (CHN), Patelli (BRA) |

| 2008. augusztus 15. 13:00 | Hollandia (NED)           | 9–10 | Ausztrália (AUS) | Ying Tung Natatorium, Peking Játékvezetők: Caputi (ITA), Turcotte (CAN) |
| 2008. augusztus 15. 13:00 | (1–2, 2–2, 1–2, 5–4)      |      |                  | Ying Tung Natatorium, Peking Játékvezetők: Caputi (ITA), Turcotte (CAN) |
| 2008. augusztus 15. 13:00 | van Belkum, van den Ham 2 |      | B. Knox 3        | Ying Tung Natatorium, Peking Játékvezetők: Caputi (ITA), Turcotte (CAN) |

Az elődöntőbe jutásért
| 2008. augusztus 17. 15:40 | Olaszország (ITA)              | 8–8 (h. u.) | Hollandia (NED) | Ying Tung Natatorium, Peking Játékvezetők: Bock (GER), Argyros (GRE) |
| 2008. augusztus 17. 15:40 | (2–2, 1–3, 3–2, 2–1, 0–0, 0–0) |             |                 | Ying Tung Natatorium, Peking Játékvezetők: Bock (GER), Argyros (GRE) |
| 2008. augusztus 17. 15:40 | Zanchi 4                       |             | Cabout 4        | Ying Tung Natatorium, Peking Játékvezetők: Bock (GER), Argyros (GRE) |
| 2008. augusztus 17. 15:40 | Büntetőpárbaj:                 |             |                 | Ying Tung Natatorium, Peking Játékvezetők: Bock (GER), Argyros (GRE) |
| 2008. augusztus 17. 15:40 | 3 – 5                          |             |                 | Ying Tung Natatorium, Peking Játékvezetők: Bock (GER), Argyros (GRE) |

Elődöntő
| 2008. augusztus 19. 15:40 | Magyarország (HUN)   | 7–8 | Hollandia (NED) | Ying Tung Natatorium, Peking Játékvezetők: Brguljan (MNE), Anciferov (RUS) |
| 2008. augusztus 19. 15:40 | (2–1, 1–3, 3–3, 1–1) |     |                 | Ying Tung Natatorium, Peking Játékvezetők: Brguljan (MNE), Anciferov (RUS) |
| 2008. augusztus 19. 15:40 | Pelle 3              |     | van den Ham 3   | Ying Tung Natatorium, Peking Játékvezetők: Brguljan (MNE), Anciferov (RUS) |

Döntő
| 2008. augusztus 21. 18:20 | Egyesült Államok (USA) | 8–9 | Hollandia (NED) | Ying Tung Natatorium, Peking Játékvezetők: Kiszelly (HUN), Caputi (ITA) |
| 2008. augusztus 21. 18:20 | (2–4, 3–1, 1–2, 2–2)   |     |                 | Ying Tung Natatorium, Peking Játékvezetők: Kiszelly (HUN), Caputi (ITA) |
| 2008. augusztus 21. 18:20 | Steffens 2             |     | de Bruijn 7     | Ying Tung Natatorium, Peking Játékvezetők: Kiszelly (HUN), Caputi (ITA) |

| Csapat          | Helyezés |
| --------------- | -------- |
| Hollandia (NED) |          |